# Kỷ Cryogen
| Kỷ Cryogen                                            |                                                  |
| Nồng độ O 2 trung bình trong khí quyển giai đoạn này  | Khoảng 12 Vol % (60 % so với giá trị hiện tại)   |
| Nồng độ CO 2 trung bình trong khí quyển giai đoạn này | Khoảng 1300 ppm (5 lần giá trị tiền công nghiệp) |
| Nhiệt độ bề mặt nước biển trong giai đoạn này         | Khoảng 5 °C (-9 °C trên mức hiện đại)            |
| Bản mẫu:Cryogenian graphical timeline                 |                                                  |

Kỷ Cryogen hay kỷ Thành Băng (từ tiếng Hy Lạp cryos nghĩa là "băng" và genesis nghĩa là "sinh ra") là kỷ thứ hai của đại Tân Nguyên Sinh, ngay sau kỷ Tonas và trước kỷ Ediacara. Kỷ Cryogen bao gồm các thời kỳ băng hà Sturtia và Marinoa (trước đây được coi gộp cùng nhau như là thời kỳ Varanger), và nó kéo dài từ khoảng 850/720 triệu năm trước (Ma) tới khoảng 635 Ma. Thay vì dựa trên các địa tầng, các niên đại này được Ủy ban quốc tế về địa tầng học (ICS) xác định bằng địa thời học (xác định bằng phép đo lượng đồng vị phóng xạ).
Tên gọi này có nguồn gốc từ các trầm tích băng hà đặc trưng của thời kỳ này, chỉ ra rằng vào thời kỳ đó, Trái Đất đã phải hứng chịu các thời kỳ đóng băng mãnh liệt nhất trong lịch sử của mình, với các sông băng trải dài tới tận xích đạo, với một loạt các dao động nhịp nhàng. Các thời kỳ đóng băng này được đặc trưng bằng các trầm tích sét tảng lăn tại Congo, Sahara, Oman, Australia, Trung Quốc, Bắc Mỹ, Ireland, Scotland, Na Uy và nhiều nơi khác khắp trên thế giới. Nói chung nó được coi là có thể chia ra làm ít nhất là 2 thời kỳ đóng băng chính. Thời kỳ băng hà Sturtia kéo dài từ khoảng 750 tới 700 Ma và thời kỳ băng hà Marinoa/Varanger kết thúc vào khoảng 635 Ma. Các trầm tích sét tảng lăn cũng có mặt tại các khu vực mà trong kỷ Cryogen nằm ở các khu vực có vĩ độ thấp, một hiện tượng dẫn đến giả thuyết về việc các đại dương của hành tinh bị đóng băng rất sâu, gọi là "quả cầu tuyết Trái Đất".
Quần thể acritarch bị tàn phá tan tành trong thời kỳ đóng băng này. Người ta cho rằng nồng độ oxy trong khí quyển Trái Đất đã tăng lên sau thời kỳ đóng băng này. Có hàng loạt các đặc trưng khó hiểu về thời kỳ băng hà này, bao gồm các chỉ thị về sự đóng băng tại các vĩ độ rất thấp và sự hiện diện của các miếng nêm đá vôi — mà thông thường chúng chỉ là các trầm tích của nước ấm — phía trên, phía dưới và lẫn lộn với các trầm tích băng hà. Sự tái xuất hiện của các thành hệ sắt dải gắn liền với thời kỳ băng hà mà người ta đã không còn tìm thấy kể từ đại Cổ Nguyên Sinh, cũng nhất thời quay trở lại, cho thấy các mức nồng độ oxy thấp và không ổn định.
Các nghiên cứu cổ từ học dường như chỉ ra tốc độ trôi dạt lục địa rất cao, điều này làm cho một số nhà địa chất đặt câu hỏi về việc liệu có hay không việc một số trong các hiện tượng này là do sự lệch hướng của cực từ chứ không phải là do chuyển động của các mảng đất đá và sự đóng băng tại các vĩ độ thấp . Về cơ bản, sự phân bổ rất không cân xứng của lớp vỏ làm cho chuyển động tự quay của Trái Đất gây ra lực ly tâm có thể làm cho Trái Đất phải quay (trong khi trục tự quay của nó vẫn nghiêng theo cùng một hướng) cho đến khi sự kết hợp của các châu lục là nằm trên xích đạo; điều này làm cho sự trôi dạt lục địa dường như nhanh hơn so với tốc độ trung bình.
Các thời kỳ băng hà khác đã biết bao gồm Huronia từ khoảng 2.400 Ma tới 2.100 Ma, thời kỳ băng hà Andea-Sahara hay thời kỳ băng hà kỷ Ordovic từ khoảng 450 Ma tới 420 Ma, thời kỳ băng hà Karoo hay thời kỳ băng hà kỷ Than Đá-kỷ Permi từ 360 Ma tới 260 Ma cũng như thời kỳ băng hà trong phân đại đệ Tứ của đại Tân Sinh bắt đầu vào khoảng 30 Ma tại châu Nam Cực và hiện vẫn còn diễn tiến.

## Phê chuẩn
Kỷ Cryogen được Ủy ban Địa tầng học Quốc tế (ICS) phê chuẩn năm 1990. Trái với các kỷ địa chất khác, khởi đầu kỷ Cryogen không gắn kết với một sự kiện có thể quan sát ở quy mô toàn cầu và được ghi nhận nào cả. Thay vì thế, gốc của kỷ này được định nghĩa bằng niên đại đá cố định, trước đây coi là bằng 850 triệu năm. Năm 2015 người ta đã đổi niên đại này thành 720 triệu năm.